# SheBelieves Cup 2017
Der SheBelieves Cup 2017 für Frauenfußballnationalteams fand zwischen dem 1. und 8. März 2017 in den USA statt. Es war die zweite Austragung dieses Turniers zwischen Weltmeister, Titelverteidiger und Gastgeber USA, Europameister und Olympiasieger Deutschland sowie England und Frankreich. Für Deutschland, England und Frankreich war es zugleich eine wichtige Vorbereitung auf dem Weg zur EM 2017. Das Turnier ist das höchstbesetzte Einladungsturnier des Jahres. Die vier Mannschaften belegen in der aktuellen FIFA-Weltrangliste die Plätze 1, 2, 3 und 5. Das Turnier fand zeitgleich zum Algarve-Cup 2017 statt, an dem die in der Weltrangliste viertplatzierte Mannschaft aus Kanada und mit Australien, Japan und Schweden noch drei weitere Top-10-Mannschaften teilgenommen haben.
Austragungsorte waren das Talen Energy Stadium in Chester, die Red Bull Arena in Harrison und das RFK Stadium in Washington, D.C. Alle Stadien besitzen Naturrasen.

## Spielergebnisse
| Pl. | Land        | Sp. | S | U | N | Tore    | Diff. | Punkte |
| --- | ----------- | --- | - | - | - | ------- | ----- | ------ |
| 1.  | Frankreich  | 3   | 2 | 1 | 0 | 005:100 | +4    | 07     |
| 2.  | Deutschland | 3   | 1 | 1 | 1 | 001:100 | ±0    | 04     |
| 3.  | England     | 3   | 1 | 0 | 2 | 002:300 | −1    | 03     |
| 4.  | USA         | 3   | 1 | 0 | 2 | 001:400 | −3    | 03     |

|                                               |   |             |           |
| 1. März 2017 um 22:00 MEZ in Chester          |   |             |           |
| England                                       | – | Frankreich  | 1:2 (1:0) |
| 2. März 2017 um 1:00 MEZ in Chester           |   |             |           |
| USA                                           | – | Deutschland | 1:0 (0:0) |
| 4. März 2017 um 20:15 MEZ in Harrison         |   |             |           |
| Frankreich                                    | – | Deutschland | 0:0       |
| 4. März 2017,23:00 MEZ in Harrison            |   |             |           |
| USA                                           | – | England     | 0:1 (0:0) |
| 7. März 2017 um 22:00 MEZ in Washington, D.C. |   |             |           |
| England                                       | – | Deutschland | 0:1 (0:1) |
| 8. März 2017 um 1:00 MEZ in Washington, D.C.  |   |             |           |
| USA                                           | – | Frankreich  | 0:3 (0:2) |

## Torschützinnen
| Rang | Spielerin     | Tore |
| ---- | ------------- | ---- |
| 1    | Camille Abily | 2    |

| Rang | Spielerin    | Tore |
| ---- | ------------ | ---- |
| 2    | Anja Mittag  | 1    |
|      | Jordan Nobbs | 1    |
|      | Ellen White  | 1    |

| Rang | Spielerin         | Tore |
| ---- | ----------------- | ---- |
| 2    | Marie-Laure Delie | 1    |
|      | Eugénie Le Sommer | 1    |
|      | Wendie Renard     | 1    |
|      | Lynn Williams     | 1    |

## Schiedsrichterinnen
0  Melissa Borjas  Marie-Soleil Beaudoin  Carol Chénard  Michelle Pye  Quetzalli Alvarado  Karen Abt

## Besonderheiten
- Vor dem Spiel der Gastgeberinnen gegen England wurde die langjährige Mannschaftskapitänin und 311-malige Nationalspielerin Christie Rampone offiziell aus der US-Nationalmannschaft verabschiedet.[7]
- Der Sieg der deutschen Mannschaft gegen England war ihr 100. Sieg auf neutralem Platz und der 20. Sieg gegen England – gegen keine andere Mannschaft wurde öfter gewonnen (zuvor je 19 Siege gegen England, Norwegen und Schweden), England verlor auch gegen keine andere Mannschaft häufiger.
- Die Deutsche Anja Mittag bestritt zunächst gegen die USA ihr 150. Länderspiel und erzielte dann gegen England ihr 50. Länderspieltor.
- Die USA belegten erstmals bei einem Turnier mit vier Teilnehmern nur den letzten Platz.

## Auswirkungen auf die Weltrangliste
- Die USA verloren Platz 1 an Deutschland.
- Frankreich blieb Dritter, konnte aber als einziger Teilnehmer Punkte hinzugewinnen und den Punkteabstand zu den führenden Mannschaften verkürzen.
- England stieg trotz Punktverlust auf Platz 4, da die Kanadierinnen, die beim Algarve-Cup Zweite wurden, ebenfalls Punkte verloren.